# Flughafen Paros (2016)

i8
i11
i13
Der neue Flughafen Paros (englisch Paros National Airport, griechisch Κρατικός Αερολιμένας Πάρου Kratikos  Aerolimenas Parou, (IATA-Code: PAS, ICAO-Code: LGPA)) ist ein Flughafen auf der Insel Paros. Er befindet sich an der Westküste der Insel und ersetzt den 1982 eröffneten, knapp 2 Kilometer südöstlich davon gelegenen alten Flughafen Paros.
Der Flughafen wird von Olympic Air, die seit 2013 eine Tochtergesellschaft von Aegean Airlines ist, im Rahmen der Pflichtrouten (PSO – Public Service Obligation) bedient. Mit der Eröffnung des Flughafens am 25. Juli 2016 wurde das Flugangebot nach Paros ausgeweitet.

## Lage und Verkehrsanbindung

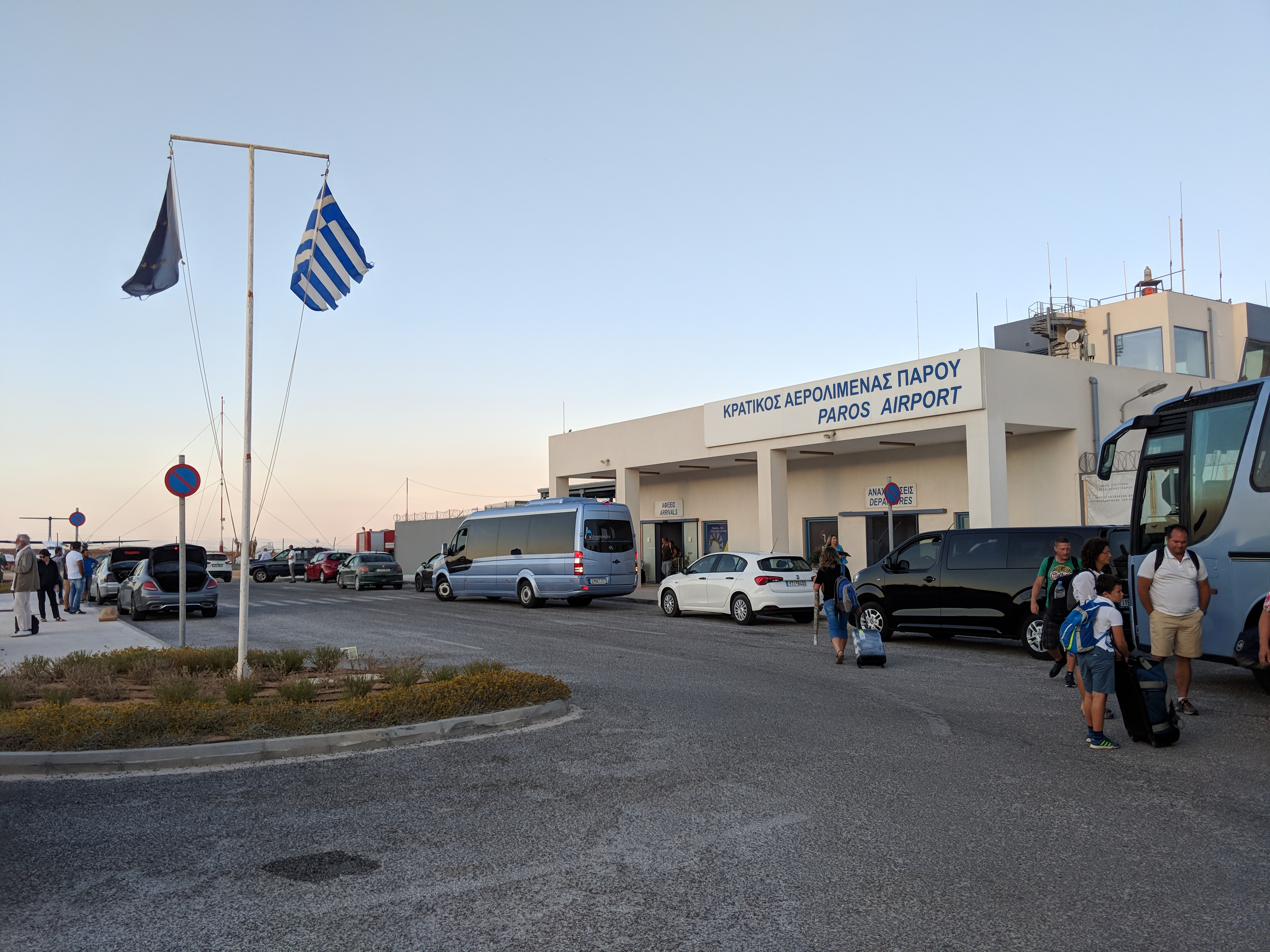
Empfangsgebäude, 2018

Der neue Flughafen befindet sich ca. 8 Kilometer südwestlich der Hafenstadt Parikia auf Paros.
Eine Buslinie von Parikia (etwa 30 Minuten Fahrzeit), im Sommer auch von Naoussa, verkehrt abhängig von den Abflug- und Ankunftzeiten der Flüge. Der Flughafen ist außerdem per Auto und Taxi erreichbar.

## Geschichte
Der alte Flughafen aus dem Jahr 1982 (Panteleou Paros Airport) verfügte nur über eine kurze Landebahn von zunächst 710, später 800 Metern Länge. Daher konnte er nur von kleineren Verkehrsflugzeugen angeflogen werden.
Im Jahr 2016 wurde etwa 2 Kilometer nordwestlich davon der neue Flughafen eröffnet, der mit einer Landebahnlänge von 1400 Metern auch von größeren Flugzeugtypen genutzt werden kann.

## Zwischenfälle
Es sind derzeit (August 2024) für den Flughafen Paros keine Zwischenfälle mit Todesopfern oder Totalschaden bekannt.